# Ana Rita Joana Iracema e Carolina
Ana Rita Joana Iracema e Carolina é o segundo álbum de estúdio da cantora e compositora brasileira Ana Carolina, lançado em 29 de março de 2001 pela BMG Brasil.
Produzido por Luciana David, Nilo Romero, Marcelo Sussekind, Dunga, Gabriela Azevedo e Klebis Cavalcante, o álbum contém participações de Alcione, em "Violão e Voz", e Cláudia Raia, em "Dadivosa".
Cinco singles foram extraídos do álbum: "Ela é Bamba", "Confesso", "Pra Terminar", "Que Se Danem os Nós" e "Quem de Nós Dois", que se tornou-se o maior sucesso do álbum e uma de suas canções de assinatura. O álbum vendeu 350 mil cópias e conquistou o certificado de platina pela Associação Brasileira dos Produtores de Discos (ABPD).

## Faixas
| Críticas profissionais                                                      | Críticas profissionais |
| Avaliações da crítica                                                       | Avaliações da crítica  |
| Fonte                                                                       | Avaliação              |
| --------------------------------------------------------------------------- | ---------------------- |
| Clique Music                                                                | [ 5 ]                  |
| Esta tabela precisa de ser acompanhada por texto em prosa. Consulte o guia. |                        |

| N.º            | Título                                         | Compositor(es)                                             | Duração |  |
| 1.             | "O Rio"                                        | Ana Carolina                                               | 3:12    |  |
| 2.             | "Confesso"                                     | Ana Carolina Antônio Villeroy                              | 3:28    |  |
| 3.             | "Ela é Bamba"                                  | Villeroy                                                   | 3:05    |  |
| 4.             | "Implicante"                                   | Carolina                                                   | 3:10    |  |
| 5.             | "Quem de Nós Dois [La Mia Storia Tra Le Dita]" | Gianluca Grignani Massimo Luca Carolina Dudu Falcão        | 5:04    |  |
| 6.             | "Pra Terminar"                                 | Herbert Vianna                                             | 4:38    |  |
| 7.             | "Que Será"                                     | Marina Pinto Mário Rossi                                   | 3:44    |  |
| 8.             | "Joana"                                        | Carolina                                                   | 3:18    |  |
| 9.             | "Violão e Voz" (com participação de Alcione)   | Carolina                                                   | 4:17    |  |
| 10.            | "Vê Se Me Esquece"                             | Carolina                                                   | 4:33    |  |
| 11.            | "A Câmera Que Filma os Dias"                   | Carolina Villeroy                                          | 3:22    |  |
| 12.            | "Dadivosa"                                     | Carolina Adriana Calcanhotto Neusa Pinheiro Maria Bethania | 3:11    |  |
| 13.            | "Que Se Danem Os Nós"                          | Carolina Villeroy                                          | 4:03    |  |
| 14.            | "Eu Nunca Te Amei Idiota"                      | Carolina Seu Jorge                                         | 3:35    |  |
| 15.            | "Eu Nunca Te Amei Idiota"                      | Carolina Jorge                                             | 3:47    |  |
| 16.            | "Me Sento Na Rua"                              | Carolina Vanessa da Mata                                   | 2:55    |  |
| Duração total: | Duração total:                                 | Duração total:                                             | 56:00   |  |

## Vendas e certificações
| Região                     | Certificação | Vendas  |
| -------------------------- | ------------ | ------- |
| Brasil (Pro-Música Brasil) | Platina      | 350,000 |